# Ulica Słoneczna w Katowicach
Ulica Słoneczna w Katowicach (w latach międzywojennych ulica Mikołaja Kopernika) – ulica w Katowicach, przebiegająca w całości przez obszar dzielnicy Wełnowiec-Józefowiec.

## Przebieg
Ulica rozpoczyna swój bieg od skrzyżowania z aleją Wojciecha Korfantego. Następnie krzyżuje się z ul. Kazimiery Iłłakowiczówny i ul. C. K. Norwida. Kolejne skrzyżowanie – z ulicami Józefowską i Energetyków – należy do miejsc o podwyższonej wypadkowości. Ulica Kończy swój bieg przy skrzyżowaniu z ul. księdza Piotra Ściegiennego.

## Opis

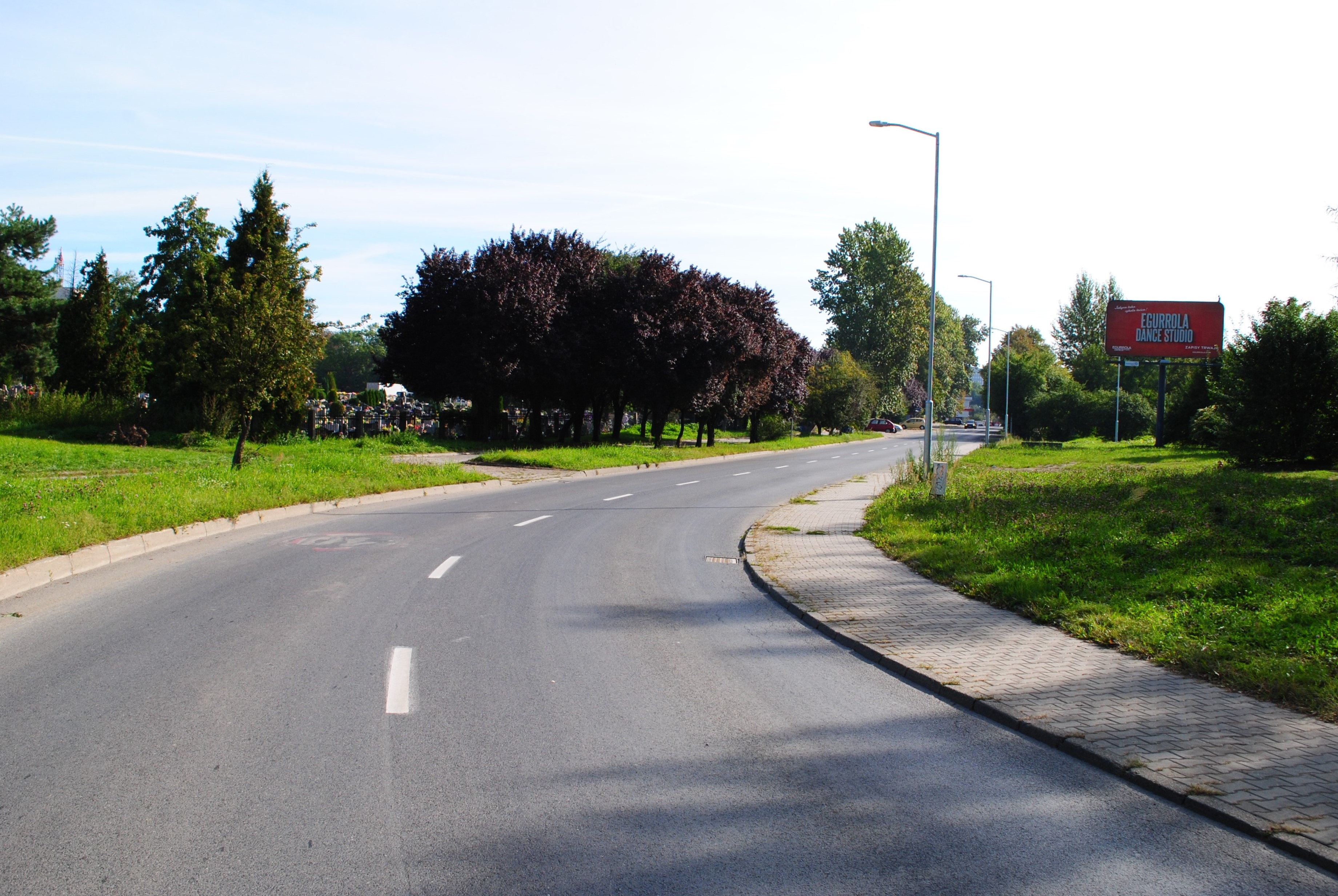
Ulica na wysokości cmentarza

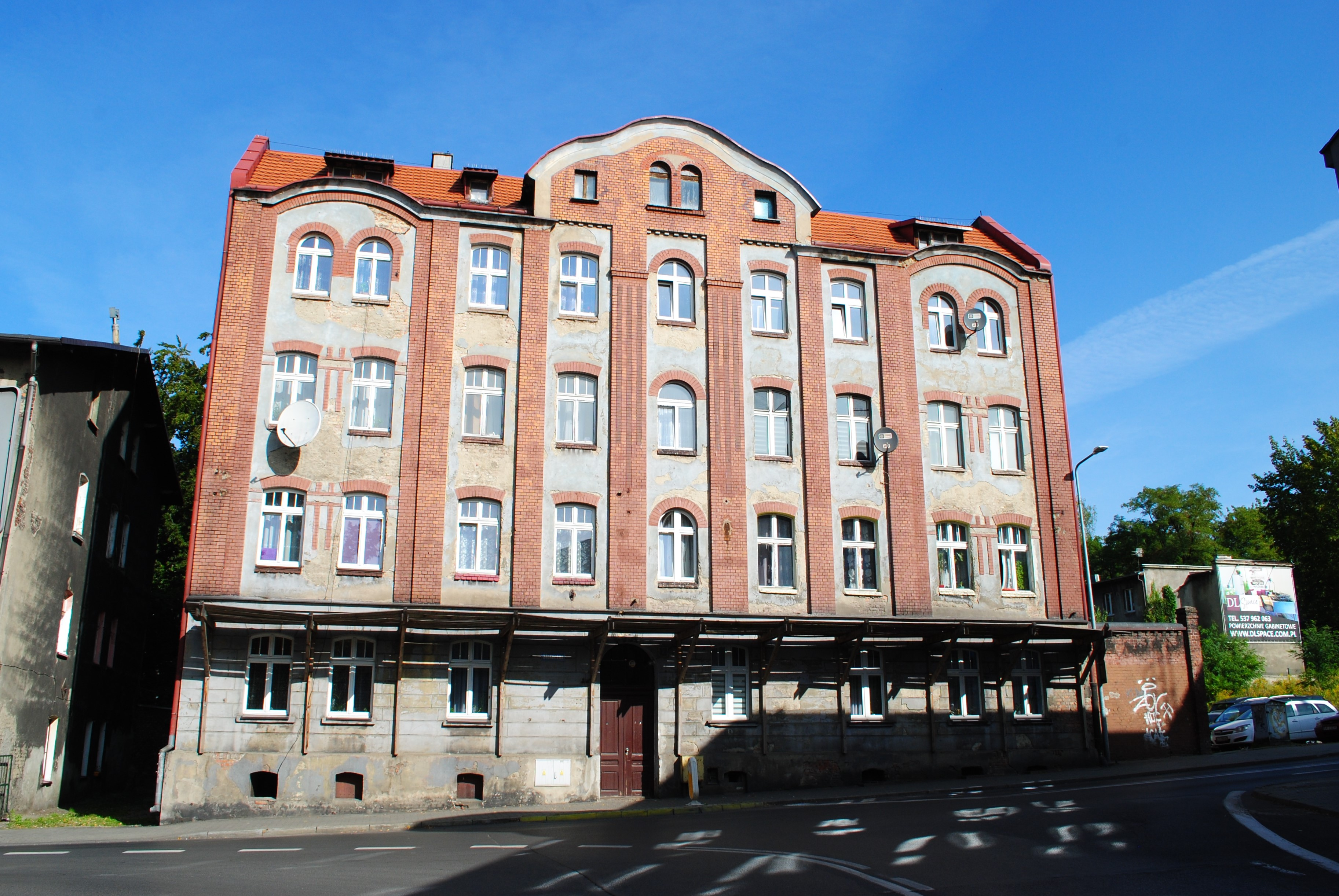
Kamienica przy ul. Słonecznej 3

W rejonie drogi istniały XIX-wieczne zabudowania kopalni „Waterloo”.
Przy ul. Słonecznej znajdują się bloki mieszkalne (od 9 do 11 kondygnacji). Zlokalizowany jest przy niej także cmentarz parafialny parafii św. Józefa Robotnika, założony 28 lipca 1923 roku. Zajmuje on powierzchnię 1,934 ha i objęty jest ochroną konserwatorską. W latach 1975–1981 w rejonie ul. Słonecznej i ul. Energetyków wzniesiono osiedle mieszkaniowe (od 1981 nosi nazwę Józefowiec). W sierpniu 2010 roku przeprowadzono remont nawierzchni na całej długości ulicy.
Przy ulicy Słonecznej zlokalizowane są istniejące i opuszczone obiekty o charakterze przemysłowym, w tym obiekt przy ulicy Słonecznej 34, stanowiący niedokończoną inwestycję upadłych Śląskich Zakładów Mechaniczno-Optycznych OPTA (5–kondygnacyjny niezabudowany szkielet budynku wraz z kilkoma zabudowaniami gospodarczymi). Niedokończona konstrukcja była dobrze widoczna m.in. z ulicy Misjonarzy Oblatów MN i wyraźnie szpeciła śródmiejską zabudowę Katowic. Izba Celna w Katowicach zaadaptowała obiekt do swoich potrzeb, w 2010 roku przebudowała go na bazie szkieletu budynku. Przy ulicy istnieją także zabytkowe budynki mieszkalne (ulica Słoneczna 3, 9), objęte ochroną konserwatorską, kwadratowy słup ogłoszeniowy (ul. Słoneczna 50) oraz zespół budynków dawnych zakładów OPTA (pod numerem 4), wzniesionych w latach trzydziestych XX wieku w stylu funkcjonalizmu, później rozbudowanych. Kamienicę pod numerem 2 (róg z al. W. Korfantego), wzniesioną na przełomie XIX i XX wieku w stylu historyzmu, wyburzono w 2011 roku.
Przy ulicy Słonecznej swoją siedzibę mają według stanu z kwietnia 2021 roku m.in.: biura nieruchomości, przedsiębiorstwa handlowo-usługowe, zakład produkcyjny ZPUE (firma, zajmująca się produkcją rozdzielnic niskiego i średniego napięcia, obudów rozdzielnic i szaf sterowniczych), Miejskie Przedszkole nr 47 z Oddziałami Integracyjnymi i Miejskie Przedszkole nr 73. Ulicą kursują linie autobusowe ZTM.